# Klassisk
Klassisk (latin: classicus, av classis ,"klass") är en beteckning för något som tillhör den grekiska eller romerska antiken eller är avsedd att sprida ljus över denna (klassisk litteratur, klassiska språk, klassisk filologi, klassiska studier) eller som söker sina förebilder i antiken (klassisk bildning). I konsthistorien betecknar klassisk konsten i antikens Grekland och Rom, samt i vidare mening konst som ansluter sig till den antika.
I vidsträckt bemärkelse betyder klassisk mönstergill, av bestående värde, ypperlig. 
Klassiska perioden i Greklands historia varade från 480 f.Kr. (slaget vid Salamis) till 323 f.Kr. (Alexander den stores död). Denna period brukar kallas den gyllene eran i grekisk konst och arkitektur. Se vidare klassisk grekisk konst.
Ordet classicus betecknade i det gamla Rom en romersk medborgare inom den första och inflytelserikaste bland de sex klasser, som kung Servius Tullius indelat det romerska borgerskapet i. Redan grammatikern Aulus Gellius (100-talet e.Kr.) använder dock uttrycket classicus scriptor i betydelsen författare av framstående rang. Under renässansen (1400-talet) kallade man vissa grekiska och romerska författare som man särskilt uppskattade för klassiska. Senare utsträcktes begreppet även till respekterade författare i senare tid. Eftersom renässansens uppfattning att den antika kulturen är oöverträffad och mönsterbildande har levt kvar till senare tid har ordet klassisk fortfarande bibetydelsen av ”antik” (i motsats till ”modern”). Men liksom grekerna på Perikles tid hade en särskilt respekterad litteraturperiod och romarna fick en sådan under Augustus har även flera moderna folks litteratur haft en blomstringstid, en så kallad klassisk period. En nation brukar kalla en sådan periods mest betydande författare för sina klassiker eller sina klassiska författare. Men även andra framstående författare som för sin tid skapat nytt av bestående värde blir betecknade som klassiker. Ordet klassiker används också om verk som nått en sådan status.